# Espècies generalistes i especialistes

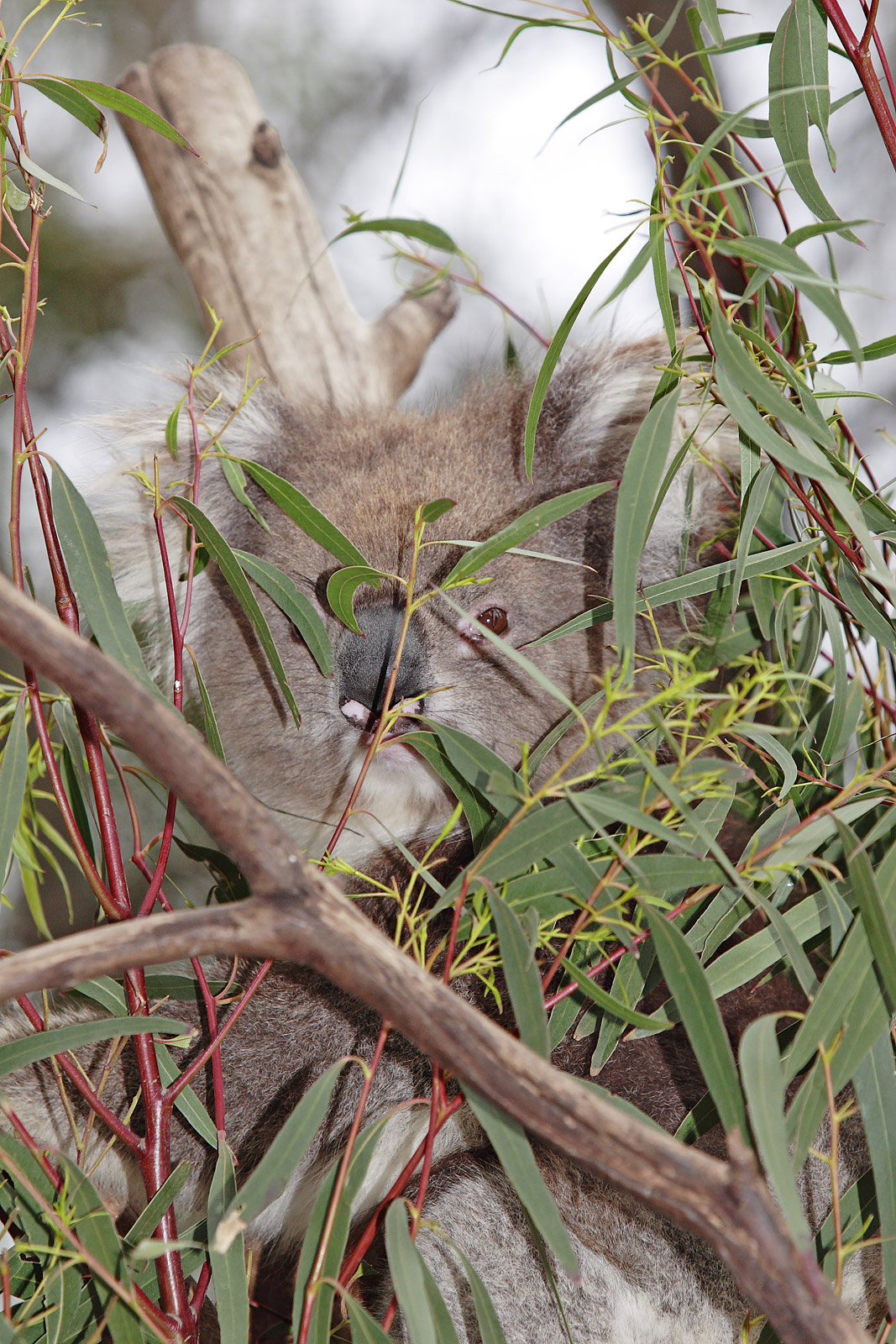
Amb la seva dieta restringida a l'eucaliptus, el coala es pot considerar una espècie especialista.

Una espècie generalista és aquella que és capaç de prosperar en una gran varietat de condicions ambientals i pot utilitzar una varietat de recursos diferents (per exemple, un heteròtrof de dieta variada). Una espècie especialista només pot viure en un ventall reduït de condicions ambientals o té una dieta limitada. La majoria d'organismes no encaixen perfectament en cap dels dos grups. Algunes espècies estan molt especialitzades, i d'altres ho estan menys, mentre que algunes poden tolerar molts medis diferents. En altres paraules, hi ha un contínuum, des de les espècies altament especialitzades fins a les espècies ben generalistes.

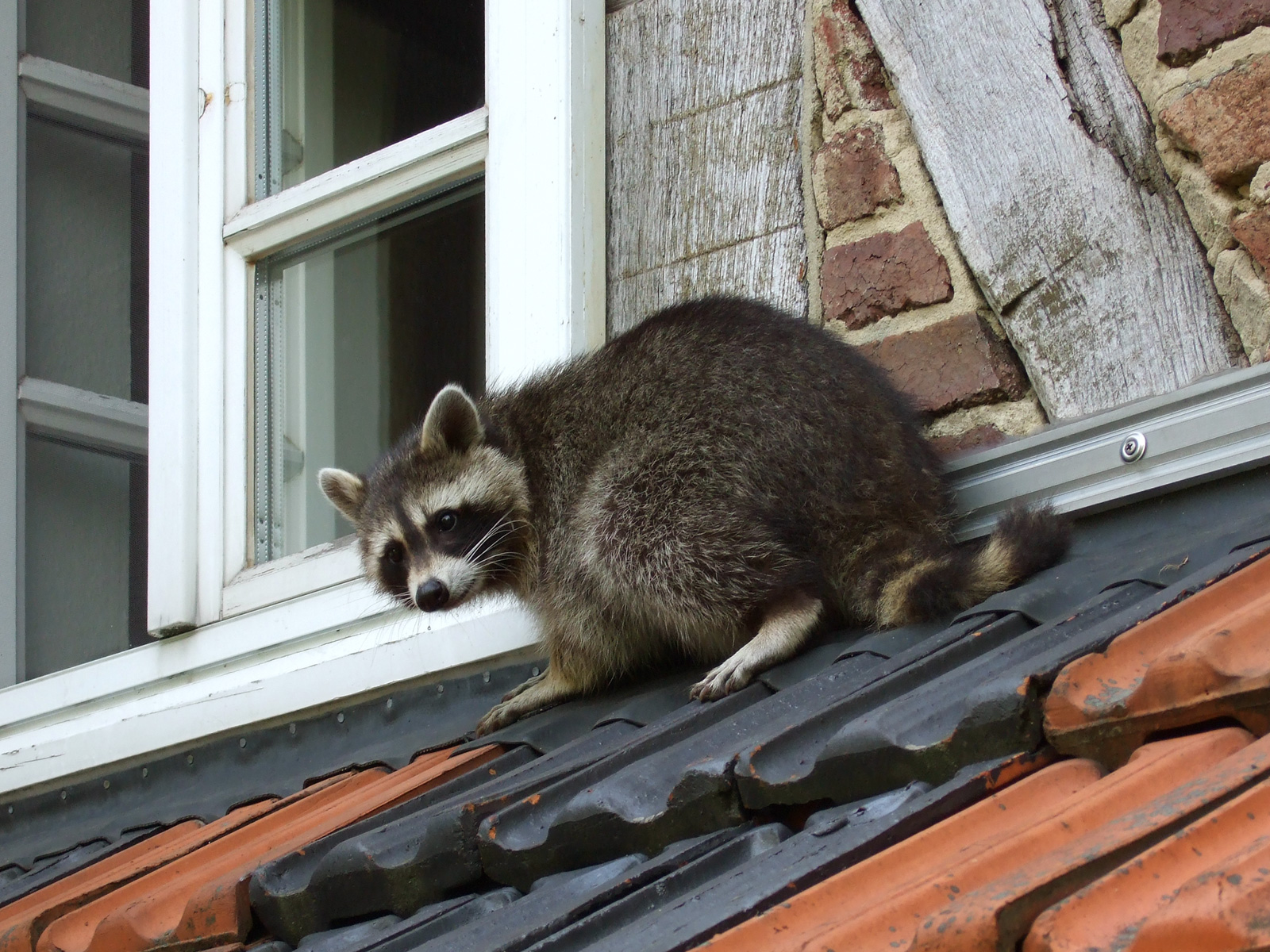
Les espècies generalistes com els ossos rentadors sovint són capaces d'adaptar-se a medis urbans.

Els omnívors solen ser generalistes. Els herbívors sovint són especialistes, però els que s'alimenten d'una àmplia varietat de plantes es poden considerar generalistes. Un exemple conegut d'animal especialista és el coala, que s'alimenta gairebé únicament de fulles d'eucaliptus. L'os rentador és un generalista, car té una distribució natural que inclou la majoria d'Amèrica del Nord i Central, i és omnívor, alimentant-se de baies, insectes, ous i petits animals.
La distinció entre generalistes i especialistes no es limita als animals. Per exemple, algunes plantes requereixen un ventall reduït de temperatures, condicions del sòl i precipitació per sobreviure, mentre que d'altres poden tolerar una varietat més àmplia de condicions. Un cactus es pot considerar una espècie especialista; es morirà durant l'hivern a latituds altes, o si rep massa aigua.
Quan canvien les condicions climàtiques, els generalistes s'hi poden adaptar, mentre que els especialistes tendeixen a extingir-se molt més fàcilment. Per exemple, si una espècie de peix s'extingís, tots els seus paràsits especialistes també s'extingirien. D'altra banda, una espècie que tingui un nínxol ecològic altament especialitzat és més eficient a l'hora de competir amb els altres organismes. Per exemple, un peix i els seus paràsits estan en una cursa armamentística evolutiva, una forma de coevolució en què el peix desenvolupa constantment defenses contra el paràsit, mentre que aquest desenvolupa adaptacions per resistir a les defenses específiques de l'hoste. Això tendeix a impulsar l'especiació d'espècies més especialitzades sempre que les condicions romanguin relativament estables. Això implica una separació de nínxols a mesura que es formen noves espècies, i creix la biodiversitat.